# Голашини
Голашини (пол. Gołaszyny) — село в Польщі, у гміні Паженчев Згерського повіту Лодзинського воєводства.